# 파크아일랜드 교통

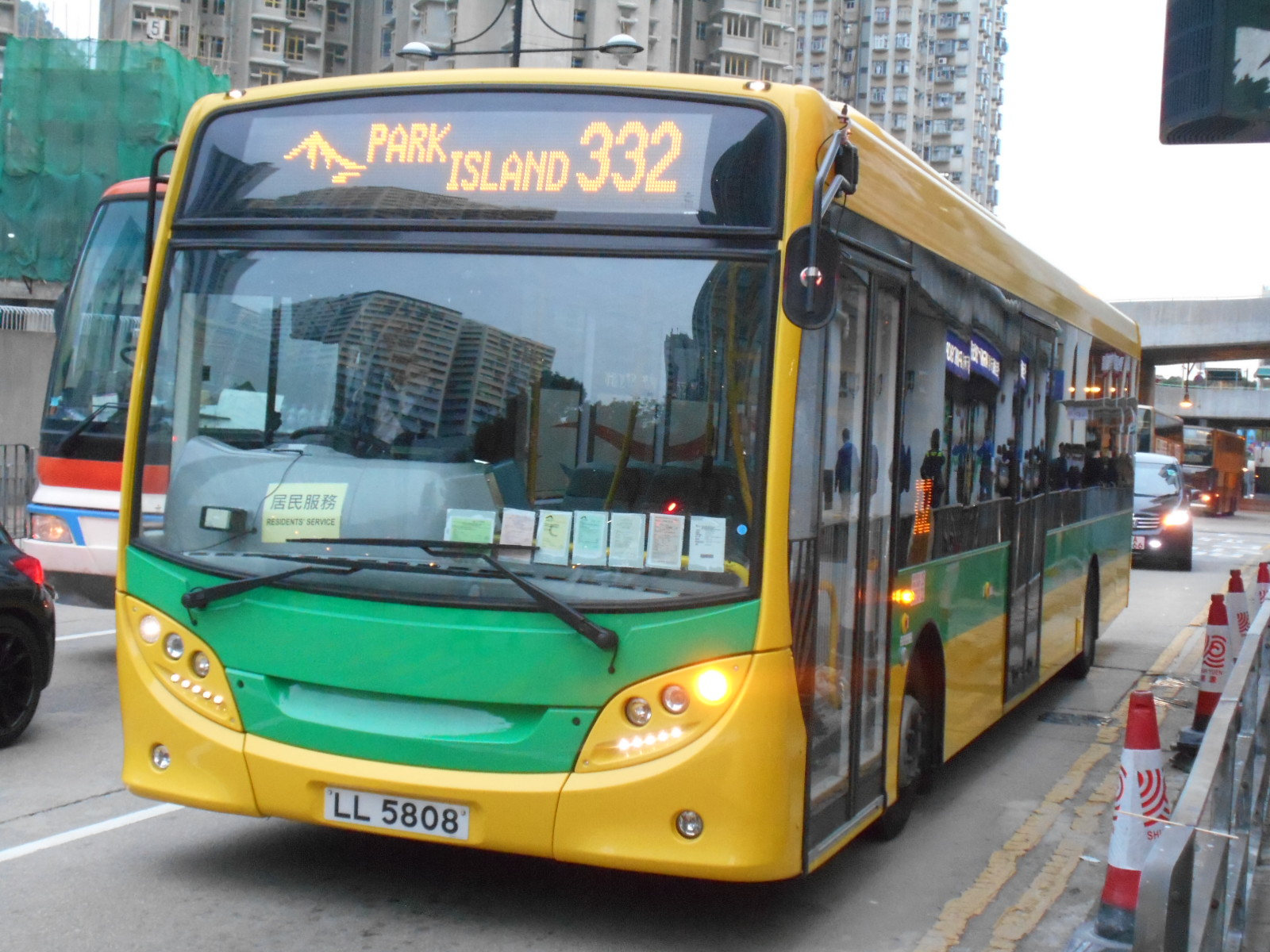
버스

파크아일랜드 교통(중국어: 珀麗灣客運, 영어: Park Island Transport)은 홍콩의 버스 및 페리 회사이다. 마완과 홍콩 지역을 잇는 버스와 페리를 운영한다.

## 같이 보기
- 홍콩의 교통